# Comité paralympique canadien
Le Comité paralympique canadien (en anglais : Canadian Paralympic Committee), abrégé dans les deux langues en CPC, est le comité national paralympique du Canada. Cet organisme dont le siège est à Ottawa a été fondé en 1981 sous le nom de Canadian Federation of Sport Organizations for the Disabled. Sa principale mission est d'organiser la sélection canadienne pour les Jeux paralympiques qui sont organisés par le Comité international paralympique (IPC).
Son président est depuis 2017 l'avocat Marc-André Fabien.
Le Canada a organisé les Jeux paralympiques d'été de 1976 (Toronto) et les Jeux paralympiques d'hiver de 2010 (Vancouver).